# Internationales Werner-Seelenbinder-Gedenkturnier 1985
Das Internationale Werner-Seelenbinder-Gedenkturnier 1985 fand vom 20. bis zum 22. September 1985 in Greifswald statt. Es war die 13. Auflage dieser internationalen Meisterschaften der DDR im Badminton.

## Medaillengewinner
| Disziplin    | Gold                                                                          | Silber                                                      | Bronze                                                       |
| ------------ | ----------------------------------------------------------------------------- | ----------------------------------------------------------- | ------------------------------------------------------------ |
| Herreneinzel | Thomas Mundt (Einheit Greifswald)                                             | Anatoli Skripko (UdSSR)                                     | Erfried Michalowsky (Einheit Greifswald)                     |
| Herreneinzel | Thomas Mundt (Einheit Greifswald)                                             | Anatoli Skripko (UdSSR)                                     | Michal Malý (ČSSR)                                           |
| Dameneinzel  | Svetlana Belyasova (UdSSR)                                                    | Monika Cassens (HSG Lok HfV Dresden)                        | Petra Michalowsky (Einheit Greifswald)                       |
| Dameneinzel  | Svetlana Belyasova (UdSSR)                                                    | Monika Cassens (HSG Lok HfV Dresden)                        | Bożena Siemieniec (Polen)                                    |
| Herrendoppel | Jerzy Dołhan / Grzegorz Olchowik (Polen)                                      | Michal Malý / Miroslav Šrámek (ČSSR)                        | Jevgeniy Dayanov / Mikhail Korshuk (UdSSR)                   |
| Herrendoppel | Jerzy Dołhan / Grzegorz Olchowik (Polen)                                      | Michal Malý / Miroslav Šrámek (ČSSR)                        | Erfried Michalowsky / Edgar Michalowski (Einheit Greifswald) |
| Damendoppel  | Monika Cassens / Petra Michalowsky (HSG Lok HfV Dresden / Einheit Greifswald) | Svetlana Belyasova / Vlada Belyutina (UdSSR)                | Bożena Siemieniec / Zofia Żółtańska (Polen)                  |
| Damendoppel  | Monika Cassens / Petra Michalowsky (HSG Lok HfV Dresden / Einheit Greifswald) | Svetlana Belyasova / Vlada Belyutina (UdSSR)                | Angela Michalowski / Birgit Kämmer (Einheit Greifswald)      |
| Mixed        | Thomas Mundt / Monika Cassens (Einheit Greifswald / HSG Lok HfV Dresden)      | Edgar Michalowski / Angela Michalowski (Einheit Greifswald) | Erfried Michalowsky / Petra Michalowsky (Einheit Greifswald) |
| Mixed        | Thomas Mundt / Monika Cassens (Einheit Greifswald / HSG Lok HfV Dresden)      | Edgar Michalowski / Angela Michalowski (Einheit Greifswald) | Jerzy Dołhan / Ewa Wilman (Polen)                            |